# Valentin Urfus
Valentin Urfus (22. listopadu 1928 Ústí nad Labem – 17. srpna 2014) byl profesor právní historie, zabývající se zejména římskoprávními základy moderního soukromého i veřejného práva, jakož i vlivy římského práva na české právní myšlení. Působil v Ústavu státu a práva ČSAV, na Právnické fakultě Masarykovy univerzity v Brně a na Právnické fakultě Univerzity Karlovy v Praze, kde byl v letech 1991–1994 i děkanem.
Zabýval se také dějinami univerzity, problematikou osvícenského hospodářského myšlení a dalšími oblastmi.

## Dílo
- 19. 4. 1713 Pragmatická sankce: Rodný list podunajské monarchie
- Římskoprávní vzdělanost a její vklad do vývoje státoprávních představ (1978)
- Historické základy novodobého práva soukromého (více vydání)
- Římské právo (spoluautor s Jaromírem Kinclem a Michalem Skřejpkem)
- Zdomácnění směnečného práva v českých zemích a počátky novodobého práva obchodního (1959)
- Císař Josef I. : nekorunovaný Habsburk na českém trůně (2004)